# فولاد کم کربن
فولاد کم‌کربن (آهنی که شامل درصد کمی از کربن می‌باشد) که به‌عنوان فولاد کربن ساده و فولاد کربن درصد پایین نیز شناخته می‌شود، امروزه رایج‌ترین شکل استفاده از فولاد است چرا که با داشتن قیمت نسبتاً پایین و مقرون به صرفه بودن، خواص قابل قبولی دارد که نیازهای کاربردهای مختلف را برآورده می‌کند. فولاد کم‌کربن به طور تقریبی شامل 0.05 تا 0.3 درصد کربن است که این موضوع، آن را چکش خوار و شکل‌پذیر کرده است. همچنین این فولاد مقاومت تنش کششی کمی دارد اما ارزان است و به‌راحتی شکل می‌گیرد. سختی سطحی آن را می‌توان از طریق کربن‌دهی افزایش داد.
برای کاربردهایی که سطح مقطع بزرگ استفاده می‌شود تا خیز را کمینه کند، شکست ناشی از تسلیم نگرانی جدی نخواهد بود بنابراین فولاد کم‌کربن بهترین انتخاب هستند، برای مثال فولاد ساختمانی این‌گونه است. چگالی فولاد کم‌کربن به طور تقریبی برابر با 7.85 g/cm3 و مدول یانگ آن برابر با 200 GPa است.
مطالعات روی فولاد کم کربن نشان می‌دهد که دو نقطه تسلیم دارد. نقطه تسلیم اول (تسلیم بالاتر) بیشتر از تسلیم دوم است و نمدار تنش - کرنش ماده بعد از نقطه تسلیم اول به‌آرامی افت می‌کند. اگر فولاد کم‌کربن در نقطه‌ای بین تسلیم بالا و تسلیم پایین مورد تنش قرار بگیرد، در این صورت سطح، نوار لودر را پدید می‌آورد. 
فولادهای کم‌کربن کربن کمتری نسبت به سایر فولادها دارند و برای شکل‌دهی سرد مناسب‌تر هستند و کنترل آن‌ها آسان‌تر انجام می‌شود و نسبتا نرم و ضعیف ولی دارای انعطاف پ‍‍‍ذیری بالا هستند. به‌طورکلی، از کاربردهای فولاد کم‌کربن می‌توان در اجزای مختلف خودروها، لوله‌ها، ساخت‌وساز ساختمانی و قوطی‌های مواد غذایی، صنایع فولاد سازه، سیم و شمشیربازی نام برد.